# Age of Mythology: The Titans
Age of Mythology: The Titans Expansión o Age of Mythology: The Titans  es la primera expansión del juego Age of Mythology, que añade 15 unidades humanas, 10 unidades míticas y 12 poderes divinos, además de nuevos edificios y tecnologías al juego original, la mayoría agrupadas en una nueva civilización completamente diferente: Los atlantes.
Esta civilización se remonta a una época de la mitología griega antigua donde el universo, según los griegos, era gobernado por 12 titanes, los dioses antepasados de los dioses olímpicos.
Una nueva y segunda expansión del Age of Mythology se publicó en otoño de 2015, denominada Age of Mythology: Tale of the Dragon, dedicada a la mitología china.

## Campaña atlante: La Nueva Atlántida
Se trata de la nueva campaña que presenta la expansión, que se centra en la civilización atlante y su líder Cástor, el hijo de Arkantos. La historia se ubica 10 años después de los eventos narrados en Age of Mythology.
Cronos sigue atrapado en el tártaro y observa a los atlantes. Envía a su siervo secreto quien posee el cuerpo del teócrata Críos para embaucar a los atlantes.
Cástor y los atlantes vagan por el norte tratando de reconstruir su civilización después de haber sido destruida hace 10 años. Críos convence a Cástor para descubrir un pasaje de Urano, y usarlo para llegar a la nueva Atlántida, de esta forma los atlantes pasan a adorar a los titanes, lo que los griegos consideran como una profanación y atacan a los atlantes. Pero los atlantes destruyen la colonia griega, no sin poder evitar la partida de algunas naves griegas que buscaban la protección del General Melagio, quien prepara la defensa de la ciudad de Sikios. Sin embargo, los atlantes consiguen invadir la ciudad y asesinan al general.
Con la muerte del General Melagio, los egipcios y nórdicos acuden en ayuda de los griegos, Cástor decide que son muy poderosos y escapan. Sin embargo, él no regresa a la nueva Atlántida, sino que se dirige a las tierras nórdicas. Su plan es que los nórdicos no esperan un ataque, así que destruye los templos nórdicos y los reemplazan con templos atlantes para mostrar su superioridad. Cástor también destruye la torre de Odín con ayuda de Cronos, la única fortaleza del dios en la tierra.
Después algunas fuerzas atlantes navegan a Egipto. Por su parte, a Amanra se le aparece Arkantos, quien le revela que los atlantes se disponen a robar las reliquias egipcias. Amanra fortalece las protecciones alrededor de las reliquias, pero los atlantes logran robarlas. Arkantos reaparece de nuevo y le dice a Amanra que los atlantes son liderados por su hijo Cástor, pero que está siendo engañado, así que Arkantos pide a Amanra que encuentre a Cástor y lo ayude.
Mientras, Críos felicita a Cástor en su trabajo y le muestra otro pasaje de Urano que le debería llevar a la retaguardia de los griegos. Cástor entra en él con sus tropas pero aparece en el Monte Olimpo del que no puede regresar, así que Cástor decide que su única opción es atacar el Monte Olimpo con ayuda de sus criaturas míticas. Sin embargo, una vez que lo hace, Cástor tiene un mal presentimiento y se dirige a los territorios griegos. Cuando llega allí, ve al descomunal Prometeo causando estragos en Sikios. Críos le dice que es un titán y Cástor se da cuenta de que ha sido engañado por Críos, quien escapa de inmediato.
Cástor es atacado por los otros atlantes que están bajo el control de Críos. Mientras tanto, Amanra se encuentra con Áyax, también en busca de Cástor y le rebela su engaño. Amanra y Áyax lo rescatan con rocs. Arkantos aparece y Cástor le dice a su padre que él no se dio cuenta de que estaba siendo engañado. Arkantos le perdona y le dice a los héroes que dos titanes menores han sido liberados en las tierras nórdicas y en Egipto. Amanra decide ir a Egipto en primer lugar, ya que es su tierra natal.
El titán en Egipto es Cerbero, y los héroes deciden despertar a la estatua del guardián con un sacerdote de Osiris, para destruir al titán. A continuación, viajan a las tierras nórdicas, y se reúnen con el Rey Folstag, un poderoso gigante de hielo, cuyas tierras están siendo destruidas por el titán Ymir.
Los héroes consiguen resistir el avance del titán hasta la llegada del Niddhog, un poderoso dragón nórdico que acaba con Ymir.
Los héroes viajan a Grecia donde encuentran las tierras destruidas y en llamas, prueba de los ataques de Prometeo, así que intentan debilitar al titán extendiendo la semilla de Gea por la tierra quemada para revivirla, y tras debilitarlo acaban con el titán en Grecia. Los héroes regresan entonces a la nueva Atlántida, donde rescatan a los ciudadanos de los autómatas.
Cástor, Áyax y Amanra se meten en un pasaje de Urano que los lleva a la vieja Atlántida, donde Cronos, el rey de los titanes, consigue salir del tártaro. Para detenerlo, Cástor y sus aliados convocan a Gea, quien derrota a Cronos y lo encarcelara para siempre. Cástor encuentra a Críos tratando de escapar, pero salta sobre él y le clava una espada en el pecho. De esta forma Cástor se convierte en el líder de los atlantes.

## La Civilización Atlante
Los atlantes son una civilización costosa, pero eficiente.

### Edificios atlantes
- Centro urbano: Solo puede construirse sobre un asentamiento, en él se entrenan los ciudadanos encargados de recoger recursos, además de poder investigar algunas tecnologías generales, aumentan el límite de población del imperio. Los centros urbanos generan favores divinos, de manera qué, mientras más centros urbanos tengas, más favores generaras, (Rapidez, no límite), también sirven como almacén para los recursos.
- Atalaya: Puesto de observación que puede mejorarse a torre vigía, que lanza flechas contra los enemigos.
- Casa solariega: Aumenta el límite de población del imperio, solo se pueden construir 5. Ya que cada casa da el doble que otra civilización, es decir 20 de población en vez de 10.
- Gremio económico: Como los ciudadanos no precisan de un lugar de almacenamiento, aquí se investigan las mejoras en la recolección de recursos.
- Muelle: Se construye siempre en la costa, en él se arman y mejoran los barcos atlantes y algunas unidades míticas.
- Muro: Estructura defensiva que puede reforzarse e incluso construir puertas que permiten el paso solo a los aliados.
- Templo: Lugar donde se invocan y mejoran las unidades míticas atlantes.
- Armería: Mejora las armas y armaduras de los soldados atlantes.
- Cuarteles militares: Edificio donde se entrenan y mejoran la infantería y unidades de alcance.
- Cuarteles de contraataque: Edificio donde se entrenan y mejoran las unidades de contraataque.
- Mercado: Dedicado a la compraventa, la mejora del comercio y el establecimiento de rutas comerciales.
- Palacio: La fortaleza atlante, lanza flechas al enemigo, y lugar donde se entrenan y mejoran las unidades de élite y armas de asedio atlantes.
- Maravilla: Una gran estructura costosa y muy cara, que de mantenerse en el tiempo, da la victoria a su dueño y sus aliados en una partida de supremacía.
- Puerta de los titanes: Un edificio que también se añade a las otras civilizaciones de Age of Mythology en la Edad Mítica, permite invocar a un titán menor, de las profundidades del tártaro.

### Unidades atlantes
- Ciudadano: Se encarga de construir y reparar los edificios atlantes, además de recolectar recursos para el imperio. Son costosos y lentos de crear, pero son más rápidos en todas las tareas. Cada ciudadano va acompañado de un burro de carga, por lo que no necesitan de un centro de almacenamiento de recursos. Los ciudadanos pueden convertirse en héroes para realizar sus trabajos mejor. Se entrenan en los centros urbanos. Como todos los ciudadanos de las otras civilizaciones son débiles para el combate, pero cuando son héroes hacen más daño a las unidades míticas.
- Pesquero =>ver en Age of Mythology.
- Barco de transporte =>ver en Age of Mythology.
- Caravana de llamas =>ver en Age of Mythology.
- Murmillo: Infantería eficaz contra caballería, se crea en el cuartel militar.
- Contario: Caballería eficaz contra arqueros, se crea en el cuartel militar.
- Arcus: Los arqueros atlantes, eficaces contra la infantería, se crean en el cuartel militar.
- Katapeltas: Infantería que solo es eficaz contra caballería, se crea en el cuartel de contraataque.
- Tuma: Arquero que solo es eficaz contra otros arqueros, se crea en el cuartel de contraataque.
- Balista: Eficaz solo contra barcos e infantería, se crea en el cuartel de contraataque.
- Destructor: Infantería eficaz contra edificios, se crea en el palacio.
- Fanático: Infantería eficaz contra cualquier unidad excepto arqueros, se crea en el palacio.

Todas las unidades militares atlantes, salvo las balistas, pueden convertirse en héroes para hacerse más fuertes y poder recoger reliquias.
- Sifón de fuego: Arma de asedio eficaz contra edificios, se crea en el palacio.
- Birreme: Barco de arqueros eficaz contra barcos martillo y brulotes.
- Birreme de asedio: Barco de asedio eficaz contra barcos de arqueros y edificios.
- Brulote: Barco eficaz contra barcos de asedio.

### Unidades míticas
Las siguientes unidades míticas se invocan en los templos atlantes:
- Oráculo: Unidad exploradora sin ataque, genera un gran campo visual mientras permanece inmóvil, convertible a héroe.
- Prometeo: Unidad débil que al morir genera otros guerreros menores(Vástagos), se invoca por gracia del titán Prometeo.
- Autómata: Guerreros de metal eficaces contra soldados y edificios, pueden repararse unos a otros, se invocan por gracia del titán Leto.
- Calandria: Un ave mítica que puede sanar a los soldados aliados cercanos, se invoca por gracia del titán Océano.
- Behemot: Un monstruo mítico muy eficaz para destruir edificios, se invoca por gracia del titán Rhea.
- Sátiro: Lancero mítico, se invoca por gracia del titán Hiperión.
- Ave del lago estínfalo: Ave mítica de alcance, se invoca por gracia del titán Theia.
- Gigante de heka: Monstruo mítico de varios brazos, se invoca por gracia del titán Helios.
- Argos: Una ameba gigante que mata a sus enemigos con chorros de veneno, se invoca por gracia del titán Atlas.
- Lampades: Pueden sembrar el caos, provocando que los soldados luchen entre sí en cualquier ejército, gracias a su habilidad que convierte casi cualquier enemigo en uno hostil con todos, incluyendo la Lampade que realizó su habilidad, se invoca por gracia del titán Hecate.

Estas otras unidades míticas se invocan en los muelles atlantes:
- Sirviente: Tiene poco ataque, pero puede reparar barcos aliados cercanos, se invoca por gracia del titán Océano.
- Nereida: Criatura acuática eficaz contra barcos enemigos, salvo los de asedio, se invoca por gracia del titán Hiperión.
- Carabela: Una medusa gigante que paraliza a los barcos enemigos con descargas eléctricas, se invoca por gracia del titán Helios.

### Héroes
Cualquier unidad atlante puede convertirse en héroe, incluyendo a los oráculos y ciudadanos, y con la excepción de las balistas. Los héroes atlantes son más rápidos recogiendo recursos, construyendo edificios, reparando edificios, son más fuertes en la batalla (especialmente contra unidades míticas) y tienen la capacidad de recoger reliquias.
Esta conversión requiere un coste de recursos y favores divinos. Además los héroes ocupan más población que las unidades comunes.
Para jugar con los atlantes se puede elegir entre los dioses mayores: Cronos, Urano y Gea.

## Recursos
Los recursos en "Age of Mythology: The Titans Expansión" son los mismos que en Age of Mythology: alimento, madera, oro y favores divinos.
Los ciudadanos atlantes tienen la habilidad de recoger los recursos directamente sin necesidad de tranportarlos a un edificio económico. Por su parte, los atlantes obtienen favores divinos de los dioses construyendo centros urbanos en asentamientos.

## Novedades
- Se añaden nuevas tecnologías y características a todas las civilizaciones, algunas exclusivas de cada una:

- Flota heroica: A excepción del argos, el barco héroe de Poseidón, las unidades del Muelle (barcos) eran vulnerables a los ataques de unidades míticas marinas y terrestres en general. "Flota heroica" hace a los barcos más resistentes contra las unidades míticas.

- Secretos de los Titanes: Esta nueva tecnología disponible solo en la Edad Mítica avanza a la civilización a una nueva edad llamada Edad Titánica, obteniendo acceso al poder divino puerta a los titanes (véase Titanes).

- Asesino de Bestias (griegos): Desde Age of Mythology, los dioses griegos dan acceso a tres unidades especiales en la fortaleza, dependiendo del dios mayor elegido. Zeus da acceso a los Mirmidones, infantería fuerte contra cualquier soldado egipcio, nórdico y ahora atlante; Poseidón da acceso a los Hetarois, caballería fuerte contra los edificios; y Hades da acceso a los Gastrafitas, arqueros fuertes contra unidades humanas y edificios en general. Adicionalmente a esto, en Age of Mythology: The Titans "Asesino de Bestias" hace más fuertes a estos soldados contra las unidades míticas. Disponible en la Edad Heroica.

- Manos del faraón (egipcios): En Age of Mythology los sacerdotes egipcios, a pesar de ser héroes, no podían capturar reliquias y solo el Faraón podía hacerlo. Ahora en Age of Mythology: The Titans Expansión, "manos del faraón" le otorga a los sacerdotes la habilidad de recuperar reliquias y pueden atacar desde una distancia mayor. Disponible en la Edad Arcaica.

- Hacha de muspell (nórdicos): Los nórdicos no cuentan con arqueros (soldados excelentes contra unidades voladoras) y la única unidad humana con ataque a distancia es la unidad de infantería lanzador de hachas. En Age of Mythology: The Titans Expansión, "hacha de muspell" mejora el ataque de los lanzadores de hachas contra unidades voladoras. Disponible en la Edad Heroica.

- Los centros urbanos son accesibles para todas las civilizaciones una edad antes, a partir de la Edad Clásica en vez de la Edad Heroica (los atlantes pueden construirlos en cualquier edad).

- Otra característica nueva de Age of Mythology: The Titans Expansión es la posibilidad de repetir la secuencia actual de creación en los edificios de producción de unidades. Es decir, en lugar de tener que volver a hacer clic en el botón de la unidad, simplemente se ordena a entrenar uno y se hace clic en el botón de repetición, de este modo, se seguirá creando la misma unidad una y otra vez (reduciendo automáticamente los recursos de las reservas del jugador) hasta que se deshabilite esta acción. Se utiliza con frecuencia para los asedios a largo plazo, pudiendo hacer posible el reemplazo de unidades caídas rápidamente. También se pueden hacer combinaciones de unidades para crear un ejército más variado y en consecuencia más efectivo.

- También, al avanzar de edad, se le otorga al jugador una unidad mítica de regalo del dios menor elegido (pueden ser dos o más unidades míticas distintas, dependiendo del dios menor). Aparecen en las afueras del templo o muelle (dependiendo si es una unidad mítica terrestre o marítima) al momento de terminar la investigación de la nueva edad.

- Además en Age of Mythology: The Titans Expansion la barra de poderes divinos muestra con exactitud cuántas veces se puede utilizar cada poder. A diferencia de otras civilizaciones, los atlantes pueden utilizar la mayoría de sus poderes divinos más de una vez.

- En Age of Mythology, para ver la barra de salud de una unidad o edificio enemigo o amigo, debías seleccionarlo. Ahora, en Age of Mythology: The Titans, solo basta pasar el puntero sobre una unidad o edificio amigo o enemigo.

- Por último, se añaden dos nuevas reliquias a las 48 ya existentes, las que además otorgan bonificaciones a las nuevas unidades atlantes.

## Titanes
La característica principal del juego radica en la incorporación de los titanes. Si bien el término "titán" es atribuido a cada una de las deidades previas a los dioses olímpicos, el juego prefiere usar el término "dios titán" para aludir a estas deidades.
Cuando una civilización ha alcanzado la cúspide de su desarrollo, puede invocar un titán del tártaro, con un poder de destrucción enorme.
Hay un titán diferente para cada una de las cuatro civilizaciones.
- Griegos: Griegos: El titán griego es una bestia mítica que se basa en Cerbero (o Can cerbero), perro guardián de tres cabezas que protege la entrada al averno o Inframundo, con la diferencia de que el titán camina en dos patas y posee puños.

- Egipcios: Su titán se basa en el dios Horus, un hombre con cabeza de águila o de halcón. A diferencia de los otros titanes, el titán egipcio no aparece desde la tierra, sino que desciende desde el cielo con alas de fuego como de un fénix y se posa en la base de la "puerta". Aunque al descender se muestra como un ser alado, pierde las alas de fuego luego de tocar el suelo y como cualquier otro titán, éste no puede volar.

- Nórdicos: El titán nórdico se basa en Ymir, considerado el padre de la raza de los gigantes de la escarcha. Posee un martillo de hielo duro.

- Atlantes: No se sabe con exactitud en qué o quién está basado el titán atlante. Algunos piensan que puede ser una invención para el juego y no es parte de la mitología, y otros que puede tratarse de un titán griego menor como Chtóniano o Tifón, aunque por su cuerpo de magma lo más probable es que se trate del titán Perses. Su cuerpo está hecho de magma y desde su espalda y brazos emergen cristales de color púrpura (el color de los cristales varía según el color del equipo).

En la campaña "La Nueva Atlántida" existen otros tres titanes: Prometeo, Cronos (de distinta apariencia y aparentemente invencible) y claro está, Gea.
En la Edad Mítica, se tiene acceso a una nueva tecnología en el Centro Urbano llamada Secretos de los Titanes. Esta tecnología tiene un costo similar a una "Maravilla": 800 de Alimento, 800 de Madera, 800 de Oro y 50 de Favores y se desarrolla de forma idéntica a avanzar una edad -se puede ver su progreso de la misma forma que si se estuviese avanzando edad- con la diferencia que no hay elección de dios menor. 
De esta forma la civilización pasará a una nueva edad conocida como Edad Titánica. Esta Edad no tiene ninguna diferencia con la Edad Mítica, excepto porque se obtiene acceso a un poder divino muy especial localizado de debajo de la barra de los poderes divinos. Este poder se llama Puerta a los Titanes. Con él se podrá invocar una especie de puerta en la tierra. A pesar de ser gratis se debe terminar su construcción, la que tarda tanto como una Maravilla. Si la Puerta es destruida antes de terminar su construcción no se podrá volver a invocar este poder durante el resto de la partida. Sin embargo, si se logra terminar con éxito la construcción de la Puerta, emergerá una colosal bestia mítica de unos 30 metros de altura llamada "Titán", la que estará completamente bajo el control del jugador. Su posición podrá ser vista por todos los jugadores de la partida y estará marcada por una gran "T" en el mapa.

## Edades
A las cuatro edades incluidas en Age of Mythology se le añade una quinta edad llamada Edad Titánica, donde se puede desarrollar una nueva tecnología llamada secreto de los titanes, una vez desarrollada se dispone del poder divino necesario para invocar la puerta de los titanes, que se utiliza para convocar a un poderoso titán propio de cada civilización.

## Estrategias
Las formas de ganar una partida se mantienen iguales en Age of Mythology: The Titans Expansión: Supremacía, Conquista, A muerte y Relámpago (para mayor información, véase Age of Mythology). El mayor cambio del juego radica en las nuevas estrategias que usa el ordenador.
- Atacante: Su objetivo es debilitar o eliminar a sus oponentes lo más rápido que pueda. Ataca rápidamente desde la primera edad y mantiene una presión constante. No construye casi ninguna defensa; gasta sus recursos en unidades militares y sacrifica mucho el desarrollo económico. Su ejército es numeroso pero sin mejoras importantes y siempre trata de vencer en la Edad Clásica, por lo que se mantiene más tiempo en esta edad. Si no lo logra, avanza edades.
- Conquistador: Su objetivo es superar al oponente atacando con un ejército de mayor tamaño. A partir de la primera edad comienza a preparar un ejército numeroso y espera hasta la última edad para atacar con todo. No suele construir muchas defensas por lo que es vulnerable ante ataques masivos en su territorio.
- Constructor: Su objetivo principal es avanzar de edad rápidamente. Se centra en una estrategia económica; acumular recursos y avanzar edades. No construye muchas defensas y solo mantiene un grupo pequeño de soldados para evitar ataques tempranos. Comienza a armar un verdadero ejército cuando alcanza la última edad y, al tener recursos suficientes, se vuelve muy peligroso si no se le ha debilitado lo suficiente.
- Protector: Su objetivo principal es fortalecer su economía. Prefiere encerrarse entre murallas abarcando lo máximo de territorio posible. Al mismo tiempo construirá torres para defender las murallas. Mantiene un pequeño ejército y no atacará hasta la última edad. Debido a las murallas, es menos débil a ataques tempranos. Tarda un poco más en llegar a la última edad y formar su ejército. Similar a Gran estruendo en Age of Mythology.
- Defensor: Menos agresivo que otros estrategas. Su objetivo es prepararse ante los ataques rápidamente, "amurallándose" y construyendo torres. Intentará debilitar a sus enemigos, atacándolos en la medida de sus recursos. Alcanza la última edad más lentamente que otros estrategas, pero al llegar, su ciudad parecerá una fortaleza.
- Estándar: Conocido en Age of Mythology como Equilibrado. Usa una estrategia balanceada entre económica y militar, no se centra en ninguna en especial. Ataca tímidamente en la Edad Clásica. Construye y actualiza torres y no suele "amurallarse".

Se mantiene la estrategia Aleatorio, en que la máquina (u ordenador) elegirá al azar una de las estrategias anteriores. A diferencia de Age of Mythology se vuelve un verdadero desafío descubrir cuál es la estrategia de tu adversario debido al mayor número de estas; en la versión anterior solo había cuatro: Corredor, Agresivo, Gran Estruendo y Equilibrado.